# Les Plus Grands Belges
 (juin 2017).
Si vous disposez d'ouvrages ou d'articles de référence ou si vous connaissez des sites web de qualité traitant du thème abordé ici, merci de compléter l'article en donnant les références utiles à sa vérifiabilité et en les liant à la section « Notes et références ».
Les Plus Grands Belges est un programme télévisé diffusé en 2005 par La Une (chaîne de télévision de la Communauté française de Belgique). Il est basé sur le principe de l'émission de la BBC 100 Greatest Britons : un vote est organisé pour connaître le plus grand belge de tous les temps.

## Les différentes versions enBelgique
En réalité, deux émissions ont été diffusées : les plus grands belges pour la télévision francophone et De Grootste Belg pour la télévision flamande. Il y a donc deux plus grands belges : Jacques Brel est le plus grand belge selon les francophones alors que le Père Damien est le plus grand belge selon les flamands. Pour compliquer encore un peu plus la donne, le quotidien de presse belge néerlandophone Het Nieuwsblad a aussi organisé un vote : Belg der Belgen (le Père Damien fut le plus grand belge avec 40 % des voix).

## Top dix
| Les Plus Grands Belges 1. Jacques Brel 2. Baudouin de Belgique 3. le Père Damien 4. Eddy Merckx 5. Sœur Emmanuelle 6. José Van Dam 7. Benoît Poelvoorde 8. Hergé 9. René Magritte 10. Georges Simenon | De Grootste Belg 1. le Père Damien 2. Paul Janssen 3. Eddy Merckx 4. Ambiorix 5. Adolf Daens 6. Andreas Vesalius 7. Jacques Brel 8. Gerardus Mercator 9. Pierre Paul Rubens 10. Hendrik Conscience | Belg der Belgen 1. le Père Damien 2. Eddy Merckx 3. Paul Janssen 4. Pierre Paul Rubens 5. Jacques Brel 6. Jan Decleir 7. Ernest Claes 8. René Magritte 9. Adolphe Sax 10. Victor Horta |

## Du11eau100e
11. Paul-Henri Spaak

12. Albert I de Belgique

13. Léopold II de Belgique

14. Justine Henin

15. Ernest Solvay

16. Victor Horta

17. Godefroy de Bouillon

18. André Franquin, dit Franquin

19. André Vésale

20. Adolphe Sax

21. Rubens

22. Philippe Geluck

23. Zénobe Gramme

24. Raymond Goethals

25. Luc et Jean-Pierre Dardenne

26. Annie Cordy

27. Marguerite Yourcenar

28. Amélie Nothomb

29. Dirk Frimout

30. André Grétry

31. Jacky Ickx

32. Luc Varenne

33. Peyo

34. Salvatore Adamo

35. Maurice Grevisse

36. Albert II de Belgique

37. Jules Bordet

38. Léopold Ier de Belgique

39. Stéphane Steeman

40. Eugène Ysaÿe

41. John Cockerill

42. Maurane

43. Émilie Dequenne

44. Toots Thielemans

45. Maurice Carême

46. Haroun Tazieff

47. Gerardus Mercator

48. Edith Cavell

49. Fabiola de Mora y Aragón

50. Ambiorix

51. Pierre Rapsat

52. Albert Frère

53. Christine Ockrent

54. Gerard Mortier

55. Paul Delvaux

56. Olivier Strelli

57. Jules Delhaize

58. Pieter Brueghel l'Ancien

59. César Franck

60. Franco Dragone

61. Jaco Van Dormael

62. André Delvaux

63. Jules Destrée

64. Élisabeth de Belgique

65. Christiane Lenain

66. Kim Clijsters

67. Émile Verhaeren

68. Astrid de Belgique

69. Gérard Corbiau

70. Dominique Pire

71. Jean-Michel Folon

72. Ilya Prigogine

73. Pierre Bartholomée

74. Lise Thiry

75. Jules Bastin

76. Django Reinhardt

77. Henri Vernes

78. Georges Lemaître

79. Morris

80. Maurice Maeterlinck

81. Philippe de Belgique

82. Paul Vanden Boeynants

83. Arno

84. Elvis Pompilio

85. Gabrielle Petit

86. Jean-Joseph Charlier

87. Émile Vandervelde

88. Isabelle Gatti de Gamond

89. Gaston Eyskens

90. Godfried Danneels

91. James Ensor

92. André Renard

93. François Bovesse

94. Pierre Kroll

95. Arlette Vincent

96. Gustave Boël

97. Paule Herreman

98. Edgar P. Jacobs

99. Jean Neuhaus

100. Jean Roba, dit Roba